# 三澤紗千香のラジオを聴くじゃんね!
三澤紗千香のラジオを聴くじゃんね!（みさわさちかのラジオをきくじゃんね）は、2015年4月9日から2022年6月20日まで文化放送超!A&G+で放送されていたラジオ番組である。パーソナリティは三澤紗千香。

## 番組概要
三澤紗千香が好きなことを話したり、興味のあることに挑戦したり、スタッフに何かをやらされたりする番組である。
タイトルの「じゃんね」は三澤の出身地である山梨県の方言（甲州弁）であり、番組内では山梨県や甲州弁に関することがしばしば話題になる。
Twitterの番組ハッシュ・タグは、「#kikujanne」「#聴くじゃんね」がよく使われていた。
三澤紗千香の体調不良による長期療養に伴い、2022年6月20日に番組を終了した。

## 放送時間
2015年4月9日 - 2015年7月2日
- 毎週木曜日 23:30 - 24:00（リピート放送：毎週金曜日 11:30 - 12:00）

2015年7月9日 - 2015年10月1日
- 毎週木曜日 23:30 - 24:00（リピート放送：毎週金曜日 11:30 - 12:00、毎週日曜日 7:00 - 7:30）

2015年10月8日 - 2016年3月31日
- 毎週木曜日 23:30 - 24:00（リピート放送：毎週金曜日 11:30 - 12:00、毎週日曜日 9:30 - 10:00）

2016年4月7日 - 2017年3月30日
- 毎週木曜日 26:00 - 26:30（リピート放送：毎週金曜日 14:30 - 15:00、毎週日曜日 11:30 - 12:00）

2017年4月6日 - 7月2日
- 毎週木曜日 26:00 - 26:30（リピート放送：毎週金曜日 14:30 - 15:00、毎週日曜日 10:30 - 11:00）

2017年7月9日 - 8月27日
- 毎週木曜日 26:00 - 26:30（リピート放送：毎週金曜日 14:30 - 15:00、毎週日曜日 13:00 - 13:30）

2017年9月3日 - 2018年9月30日
- 毎週木曜日 26:00 - 26:30（リピート放送：毎週金曜日 14:30 - 15:00、毎週日曜日 7:00 - 7:30）

2018年10月6日 - 2019年3月28日 
- 毎週木曜日 26:00 - 26:30（リピート放送：毎週金曜日 14:30 - 15:00、毎週土曜日 7:30 - 8:00）

2019年4月1日 - 
- 毎週月曜日 26:00 - 26:30（リピート放送：毎週火曜日 14:30 - 15:00、毎週土曜日 7:30 - 8:00）

2020年3月30日 - 2022年6月20日
- 毎週月曜日 26:00 - 26:30（リピート放送：毎週火曜日 14:00 - 14:30、毎週土曜日 7:30 - 8:00）

## パーソナリティ
三澤紗千香

## コーナー
- さちカラ
三澤に歌ってほしい曲のリクエストを募集、ほとんどの場合は原曲を流す
- さちかっぱ王国を創ろう
さちカッパの設定案 ネタコーナー
- 山梨のこと知りたいけー?
山梨関連の質問などを募集

## ゲスト
- 第17回（2015年7月31日） - 上坂すみれ
- 第29・30回（2015年10月22日・29日） - 鷲崎健
- 第45・46回（2016年2月11日・18日） - ichigo・分島花音
- 第57・58回（2016年5月5日・12日） - 水瀬いのり[1]
- 第90回（2016年12月23日） - 上坂すみれ
- 第101回（2017年3月9日） - 春奈るな
- 第105回（2017年4月6日） - 鷲崎健
- 第115回（2017年6月15日） - リリィ、さよなら。
- 第173回（2018年7月27日） - 津田美波
- 第200回（2019年1月31日）- 鷲崎健（初の生放送。「鷲崎健のヨルナイト×ヨルナイト」にゲスト出演後、生放送を行った。）
- 第226回（2019年7月29日）- 根木靖夫
- 第298回（2021年1月11日）- ブギウギ専務（上杉周大、大地洋輔）
- 第330回（2021年8月23日）- でびでび・でびる

## 番組キャラクター
- さちかっぱ
- さちカニ

## 番組グッズ
以下のグッズが超!A&Gショップにて通信販売されている（在庫切れの商品は再入荷するまでサイトに表示されない）。
- キャラクターグッズ
  - さちかっパーカー[3]
  - マグかっぱ（マグカップ）
  - さちかっぱコースター（3枚セット）
  - さちかっぱマフラータオル
  - さちかっぱ・さちかに るんるんカラビナセット
  - さちかっぱ　日本一への道　Tシャツ

- 映像商品
  - 三澤紗千香のDVDも観るじゃんね！ in さくらん坊の原農園[4]
  - 三澤紗千香のDVDも観るじゃんね！大学卒業記念旅行 in 沖縄 〜ビーチパーティーをするじゃんね!!〜[5]
  - 三澤紗千香のDVDも観るじゃんね！in高尾山
  - 三澤紗千香のDVDも観るじゃんね！in富士山
  - 三澤紗千香のDVDも観るじゃんね！津田さんと仲良し２人旅～熱海をぶらりとするじゃんね～
  - 三澤紗千香のDVDも観るじゃんね！in 新宿　 ～上坂さんのスケジュールを仕事で押さえたじゃんね～
  - 三澤紗千香のDVDも観るじゃんね！津田さんと仲良し２人旅　～山梨の魅力を伝えるじゃんね～

## イベント
- 「三澤紗千香のDVDも観るじゃんね！ in さくらん坊の原農園」発売記念公開録音（文化放送メディアプラスホール、2015年10月25日）[4]
- さちかっパーカー発売記念 さちかっぱチロルチョコお渡し会（文化放送メディアプラスホール、2016年3月5日）[3]
- 「三澤紗千香のDVDも観るじゃんね！大学卒業記念旅行 in 沖縄 〜ビーチパーティーをするじゃんね!!〜」発売記念公開録音（文化放送メディアプラスホール、2016年10月8日）[5]